# Domperidona
A domperidona é um fármaco antidopaminérgico, do grupo dos "modificadores da motilidade gastrointestinal",  que é utilizado para tratamento de situações de vómitos ou náuseas.

## Indicações
- Síndromes dispépticas
- Refluxo gastroesofágico e esofagite
- Eructação,
- Flatulência
- Náuseas e vômitos (de origem funcional, orgânica, infecciosa ou alimentar ou induzidas por radioterapia ou tratamentos por drogas, como os fármacos antidopaminérgicos)
- Azia